# SK하이닉스
SK하이닉스주식회사(영어: SK hynix)는 대한민국의 메모리 반도체 설계, 제조 기업으로 종합 세계 1위의 DRAM과 낸드플래시(ROM) 제조 기업이다. 본사는 경기도 이천시 부발읍 경충대로 2091에 있다.

## 한국 사업장
- 본사: 경기도 이천시 부발읍 경충대로 2091 (아미리 712-7)
- 청주제1공장: 충청북도 청주시 흥덕구 대신로 215 (향정동)
- 청주제2공장: 충청북도 청주시 흥덕구 2순환로 959 (향정동)
- 청주제3공장: 충청북도 청주시 흥덕구 직지대로 337 (향정동)
- 청주제4공장: 충청북도 청주시 흥덕구 에스케이로 120 (외북동)
- 분당사무소: 경기도 성남시 분당구 성남대로343번길 9 (정자동)

## 연혁
- 1949년 10월 15일: 국도건설로 설립
- 1979년 11월: 금성반도체 (LG반도체) 설립
- 1983년 2월 26일: 사명을 국도건설에서 현대전자산업으로 변경
- 1989년 5월: 금성일렉트론 (LG반도체) 설립
- 1996년 12월 26일: 기업공개 및 한국증권선물거래소 상장
- 1999년 7월: LG반도체(주) 인수
- 2001년 3월 8일: 사명을 현대전자산업에서 하이닉스반도체로 변경
- 2001년 8월: 현대그룹, 경영권 포기 각서 제출. 경영권 포기각서가 실패되고 현대그룹에서부터 반도체 전문 기업으로 분리됨
- 2002년 6월: 최대주주 현대상선에서 외환은행으로 변경. 현대계열지분(9.28%) 정리. 이로써 현대그룹과의 관계가 완전히 끝남.
- 2002년 11월: 하이디스(주) 매각
- 2005년 7월: 채권금융기관 공동 관리 조기 종료
- 2011년 11월 14일: SK그룹이 하이닉스 인수, 하이닉스 주식 20.01%를 취득하는 매매계약을 체결
- 2011년 12월 27일: 대한민국 공정거래위원회, SK텔레콤의 하이닉스 인수를 승인
- 2012년 2월 14일: SK텔레콤, 하이닉스 최종 인수 완료
- 2012년 3월 26일: 사명을 하이닉스반도체에서 SK하이닉스로 변경
- 2020년 10월: 인텔 NAND 사업부문 인수

## 계열사
- SK하이이엔지
- SK하이스텍
- SK하이닉스시스템아이씨
- SK HAPPY-MORE 행복모아

## 사건 사고
- 2013년 9월 4일 우시공장에서 화재가 발생하여 1명이 부상당하였다.[3]
- 2015년 4월 30일 아미리 공장에서 시험가동 중인 장비를 점검하던 하청업체 근로자 3명이 질소가스에 의해 질식사하였다.[4]

## 논란

### 불법 임금삭감
SK하이닉스의 사무직 취업규칙인 '연봉제 급여규칙'에 따르면 직원의 인사평가 결과에 따라 급여를 5단계로 차등하여 계약 연봉의 90%에서 110%까지 지급받도록 되어 있다. 그러나 2018년 'Self-Design' 제도를 도입하여, 인사권자가 직원 개인의 급여를 임의로 조정하여 지급할 수 있도록 하였다. 이 제도 하에서는 동일한 고과를 받더라도 부서 간, 개인 간 임금의 차등이 발생한다. 조직장이 한정된 예산을 자기 휘하 직원들에게 분배하는 제로섬이다. 이 임금 조정은 객관적인 근거나 기준 없이 100% 조직장의 주관적인 판단으로 이루어진다. 새로 도입된 임금제도 하에서 보장된 임금은 계약연봉의 60%에 불과하다. 실제로 평균 수준의 인사고과를 받았음에도 불구하고 계약연봉보다 10% 이상 삭감된 급여를 받는 사례가 보고되었다.
회사 측의 이 같은 제도 도입은 취업규칙을 근로자에게 불리하게 변경하는 경우에는 근로자 과반수의 동의를 받도록 한 근로기준법 제94조 1항에 위배되는 명백한 위법 행위이다. 제도 시행 후 3년이 지난 2020년 하반기, SK하이닉스 기술사무직 노동조합은 경기지방노동위원회에 진정서를 제출하고 회사 측에 공문을 발송하여 입장 표명을 요구하였다. 이에 회사 측은 직원들의 동의를 거쳐 취업규칙을 변경하기 위한 목적으로 'Self-Design' 제도에 대한 설명회를 개최하고 직원들의 동의 절차를 진행하려 하였으나, 이 과정에서 불투명한 진행 방식과 강압적인 동의 강요 등으로 더 큰 논란이 빚었다.
SK하이닉스의 사무직 취업규칙인 '연봉제 급여규칙'에 따르면 직원의 인사평가 결과에 따라 급여를 5단계로 차등하여 계약 연봉의 90%에서 110%까지 지급받도록 되어 있다. 그러나 2018년 'Self-Design' 제도를 도입하여, 인사권자가 직원 개인의 급여를 인사평가 결과에 따른 금액보다 임의로 삭감하여 지급할 수 있도록 하였다. 이는 취업규칙을 근로자에게 불리하게 변경하는 경우에는 근로자 과반수의 동의를 받도록 한 근로기준법 제94조 1항[6]에 위배되는 조치이다. 제도 시행 후 3년이 지난 2020년 하반기, SK하이닉스 기술사무직 노동조합은 경기지방노동위원회에 진정서를 제출하고 회사 측에 공문을 발송하여 입장 표명을 요구하였다. 이에 SK하이닉스는 'Self-Design' 제도에 대한 설명회를 개최하고 직원들의 동의 절차를 진행하려 하였으나, 이 과정에서 불투명한 진행 방식과 강압적인 동의 강요 등으로 논란이 되었다.

### 취업규칙 변경 날치기 통과
위 불법 임금삭감이 논란이 되자 SK하이닉스는 취업규칙 변경을 위한 설명회를 개최하고 직원들의 동의를 받기로 하였으나 이 과정에서 여러 가지 논란을 빚었다.
1. 취업규칙 변경을 위한 찬반 투표라는 점을 밝히지 않음 회사 측에서는 취업규칙 개정을 위한 찬반 투표를 시행한다는 점을 명확히 밝힐 필요가 있으나 이런 설명을 하지 않았으며, 'Commitment를 구하는 절차' 등의 모호한 문구로 포장하여 근로자들이 투표의 본질을 알 수 없도록 하였다. 일부 조직 리더들은 서명하는 것이 동의한다는 뜻이 아니며 설명회 영상을 시청하였다는 의미라고 설명하여 적극적인 은폐 시도를 하였다.
2. 취업규칙의 개정안을 제시하지 않은 상태에서 서명을 받음. 통상적으로 각종 조약, 규정 등을 변경할 때에는 변경 전과 후의 규칙을 대조하여 제시함으로써 어느 부분이 변경되었는지 파악하기 쉽게 제시하는 것이 관례이다. 하지만 이 서명 절차에서는 변경 전과 후의 내용이 빠진 채 서명을 받았다. 변경 전의 조항은 사내 시스템에서 조회할 수 있지만 대다수 직원들은 해당 조항을 어디서 찾아볼 수 있는지조차 알지 못했다. 변경 후의 조항을 제시하지 않은 상태에서 서명을 받았으므로 이러한 서명과 이에 따른 규정 변경은 당연히 효력이 없다. 심지어 추후 공개된 변경 후 조항에는 '본 내용의 변경은 Self-Design 시작 시점부터 유효'라는 문구가 삽입되었는데 이는 설명회에서 전혀 언급하지 않았던 내용이다. 그러므로 이러한 소급 적용도 당연히 효력이 없다.
3. 동의 절차에서 찬성/반대 중 선택이 불가능하고 '동의'를 의미하는 서명만 가능하도록 되어 있었다.
4. 비밀투표 원칙이 지켜지지 않아 근로자들이 자유롭게 자신의 의견을 표현할 기회를 박탈당했다. 인사권자가 근로자 개개인의 동의 여부를 실시간으로 파악하며 수시로 동의를 강요하였다.
5. 온라인으로 진행된 설명회 동영상을 시청하기 위해 캡처 방지 등의 각종 보안 프로그램을 설치하도록 하고, 설명회 자료를 배포하지 않는 등, 변경된 임금 규정에 대한 내용이 퍼지지 않도록 은폐하려는 정황이 있었다.
6. 설명회를 진행하고, 직원들이 내용을 충분히 이해하고 서로 논의할 시간을 가질 수 있도록 하는 것이 상식적이나, 회사 측은 설명회 진행 당일 서명을 완료할 것을 강요하였다.
7. 회사 측에서 설명회와 동의 절차의 본질을 은폐하기 위해 여러 가지 시도를 하였기 때문에 실제로 많은 직원들이 자신의 의사에 반하여 동의 서명을 하였다. 취업규칙 변경 투표라는 사실을 모른 채 단순히 '열심히 일하겠다'는 일종의 윤리서약인 줄 알고 서명한 직원도 있고 서명하고 싶지 않지만 인사권자의 강요에 의해 어쩔 수 없이 서명을 한 직원도 있다. 추후에 속은 것을 알게 된 많은 직원들이 진짜 의사를 표현하기 위해 서명에 대해 번복하고 싶다는 의사를 표현하였으나, HR 담당부서에서는 정당한 사유 없이 로 거부하였다.

정당한 절차를 거치지 않고 도입된 절차를 사후에 정당화 하기 위하여 위와 같이 설명회와 동의 절차를 진행하였으나, 위에 언급한 여러 가지 절차상의 하자로 인하여, 이러한 동의 절차는 법적인 효력이 없다.
회사 측의 불법적인 취업규칙 변경으로 임금 삭감 등의 불이익을 받은 근로자는 차후 그 손실 임금액을 회사 측에 청구할 수 있다. 물론, 재직 중에 회사를 상대로 소송을 하는 것은 매우 어려운 일이므로 퇴사 후에 단체로 소송을 제기할 수 있다. 현재 회사 측에서 진행한 동의 절차는 법적 효력을 갖기 위한 요건을 갖추지 못하였기 때문에, 차후에 적법한 절차를 갖추어 다시 동의 절차를 진행할 것으로 예상된다. 하지만 차후에 적법한 절차를 거쳐 취업규칙이 변경되더라도, 해당 취업규칙 변경에 동의하지 않은 근로자에게는 개정된 취업규칙과, 취업규칙 변경 이전에 맺은 근로계약서의 내용 중 더 유리한 내용이 우선 적용된다.

### 현대 유니콘스해체의 주범
운영비가 상상을 초월할 정도로 많이 드는 탓에 최대의 순수익을 올리는 기업이 스포츠단 운영을 맡아야 했으나 반도체를 뺀 모든 사업부가 적자투성이었던 데다 재정마저도 부실한 해당 기업(당시 현대전자)이 현대 유니콘스 프로야구단의 최대주주로 오면서 이 구단은 꼬이기 시작했는데 IMF 사태로 현대그룹에 위기가 오자 해당 기업은 점점 휘청대기 시작했고 SK 와이번스로부터 받았던 현대 유니콘스의 서울 입성금 54억을 회사 지원금으로 사용했으며 구단 운영비는 한 푼도 주지 않았다.
게다가 2001년 초 현대자동차그룹이 현대 유니콘스를 인수하려 했지만 인수대금으로 무려 900억 원을 부르는 바람에 좌절됐고, 현대자동차그룹은 계열사로 편입한 기아자동차의 해태 타이거즈 야구단 인수로 방향을 돌렸다.
더군다나 2001년에 하이닉스가 현대그룹에서 떨어져 나간 뒤에는 구단 대주주로써 지분 소유만 했지 지원금 한 푼도 주지 않는 등 말 그대로 방치하고 있었으며 결국 현대 유니콘스가 타 기업에 인수되지 못하고 해체되어 히어로즈로 재창단 과정을 거치며 삼청태현(삼미 청보 태평양 현대) 계보, 우승 4회 기록이 모두 끊어지게 되는 계기를 제공했다.
현대 유니콘스 2군 구장이자 해당 기업(당시 현대전자) 연수원 내 야구장이었던 원당야구장이 속한 현대전자 연수원은 NH투자증권이 인수하여 NH인재원이 됐다.

## 같이 보기
- LG그룹
- 기아그룹
- 현대그룹
- 삼성전자
- 마이크론 테크놀로지
- 엘피다 메모리